# Rire sardonique
Ne doit pas être confondu avec le rire diabolique.

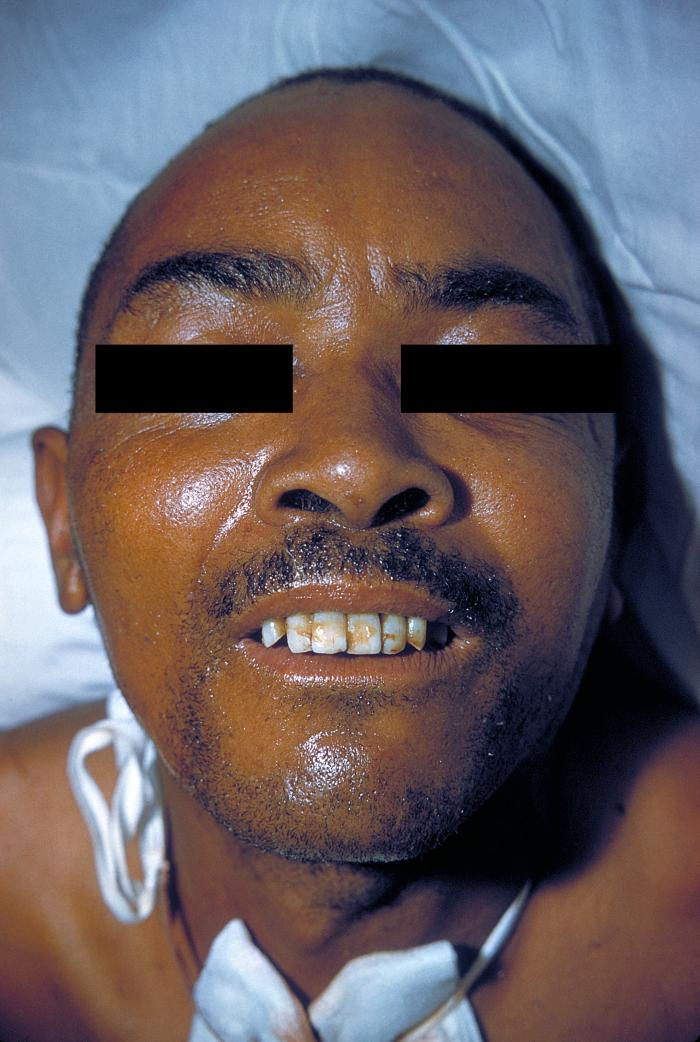
Risus sardonicus chez un patient atteint de tétanos.

Le rire sardonique ou rire sardonien (latin : risus sardonicus) est un spasme caractéristique prolongé des muscles de la face qui semble produire un sourire. Lors de cette condition les sourcils sont remontés et le prétendu « sourire » est ouvert et d'aspect « malveillant ».
Ce phénomène est habituellement observé chez les individus atteints de tétanos mais peut aussi être provoqué par un empoisonnement à la strychnine.
C'est par ailleurs un des signes cliniques évocateurs de la maladie de Wilson.

## Histoire

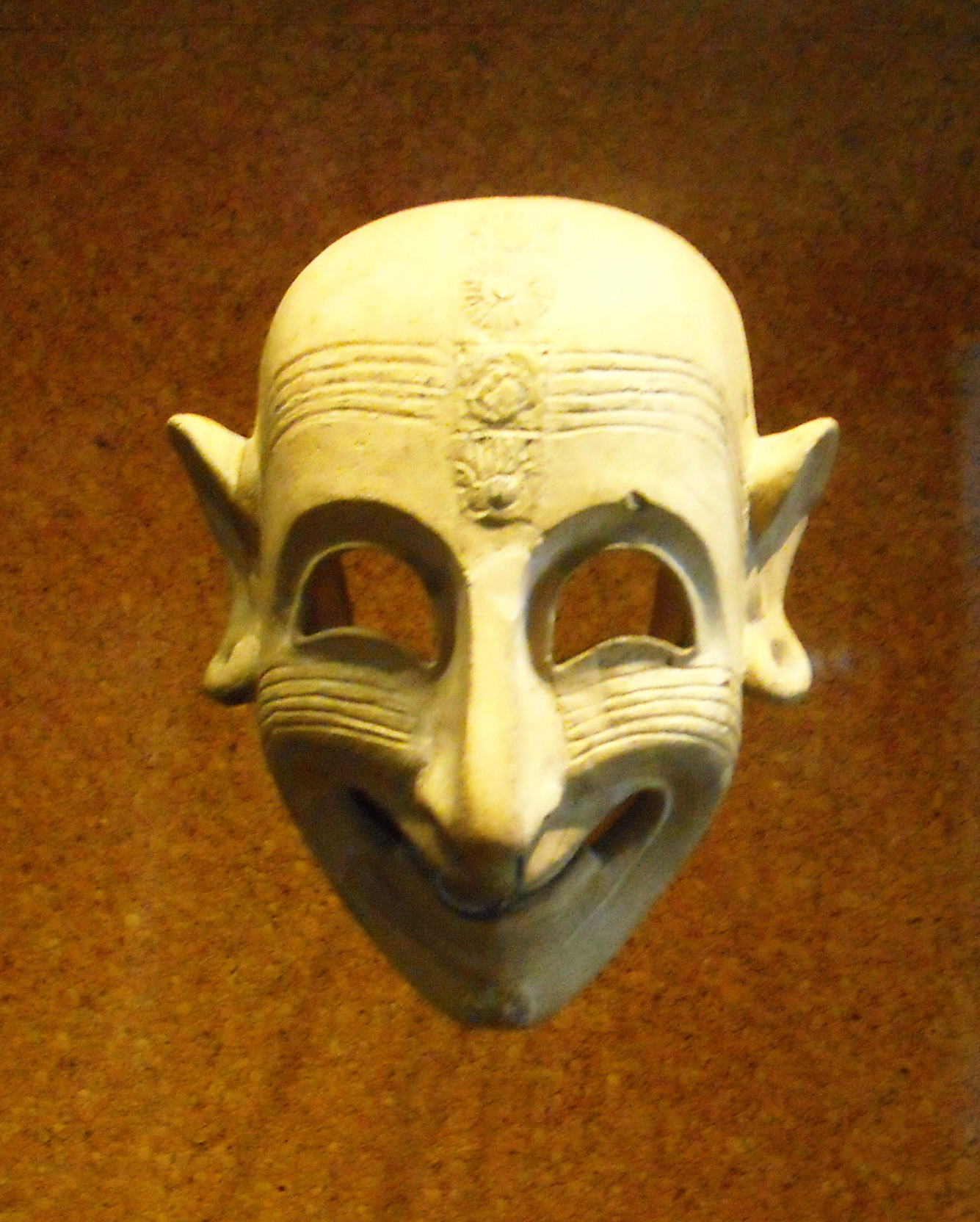
Masque punique découvert à San Sperate (Sardaigne) montrant un « rire sardonique ».

L'adjectif grec sardánios apparaît pour la première fois dans l'Odyssée d'Homère où il est utilisé pour indiquer le rire amer d'Ulysse, après avoir esquivé une patte de bœuf lancée par Ctésippe. Utilisé par la suite par Simonide de Céos pour décrire le rire de douleur causé à ceux qui sont arrivés sur l'île de Crète par la chaude étreinte de Talos, l'automate créé par Héphaïstos. Pour Zénobios, Talos aurait habité plus tôt en Sardaigne où il aurait tué beaucoup d'hommes.
En 2009 des chercheurs de l'université du Piémont oriental, en Italie, identifient l'œnanthe safranée (Oenanthe crocata) comme la plante historiquement responsable du sourire sardonique,. Cette plante est la plus probable candidate pour « l'herbe sardonique », qui était une plante neurotoxique utilisée pour le meurtre rituel des personnes âgées en Sardaigne pré-romaine en offrande à Cronos, selon une tradition rapporté par Timée de Tauroménion et Démon.